# Flemingia sootepensis
Flemingia sootepensis är en ärtväxtart som beskrevs av William Grant Craib. Flemingia sootepensis ingår i släktet Flemingia och familjen ärtväxter. Inga underarter finns listade i Catalogue of Life.

## Bildgalleri

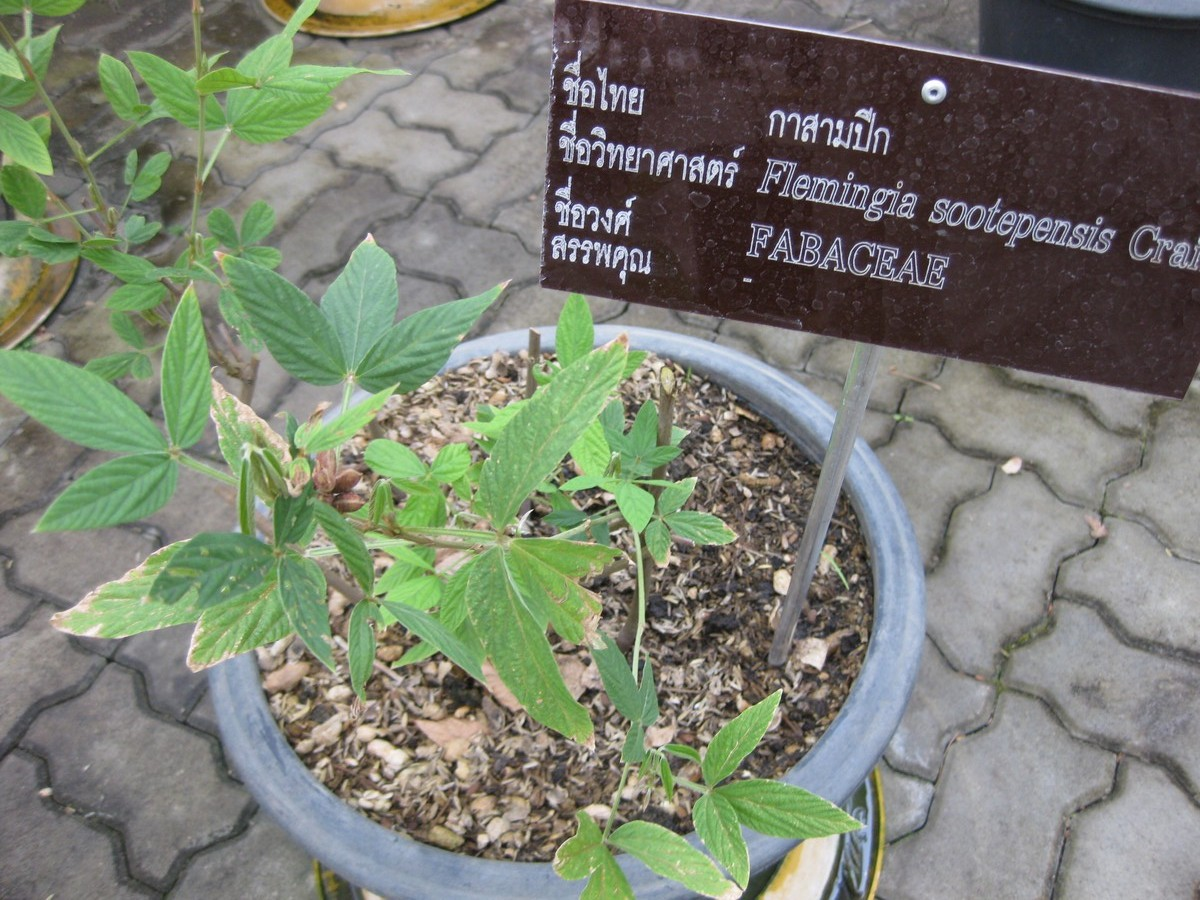
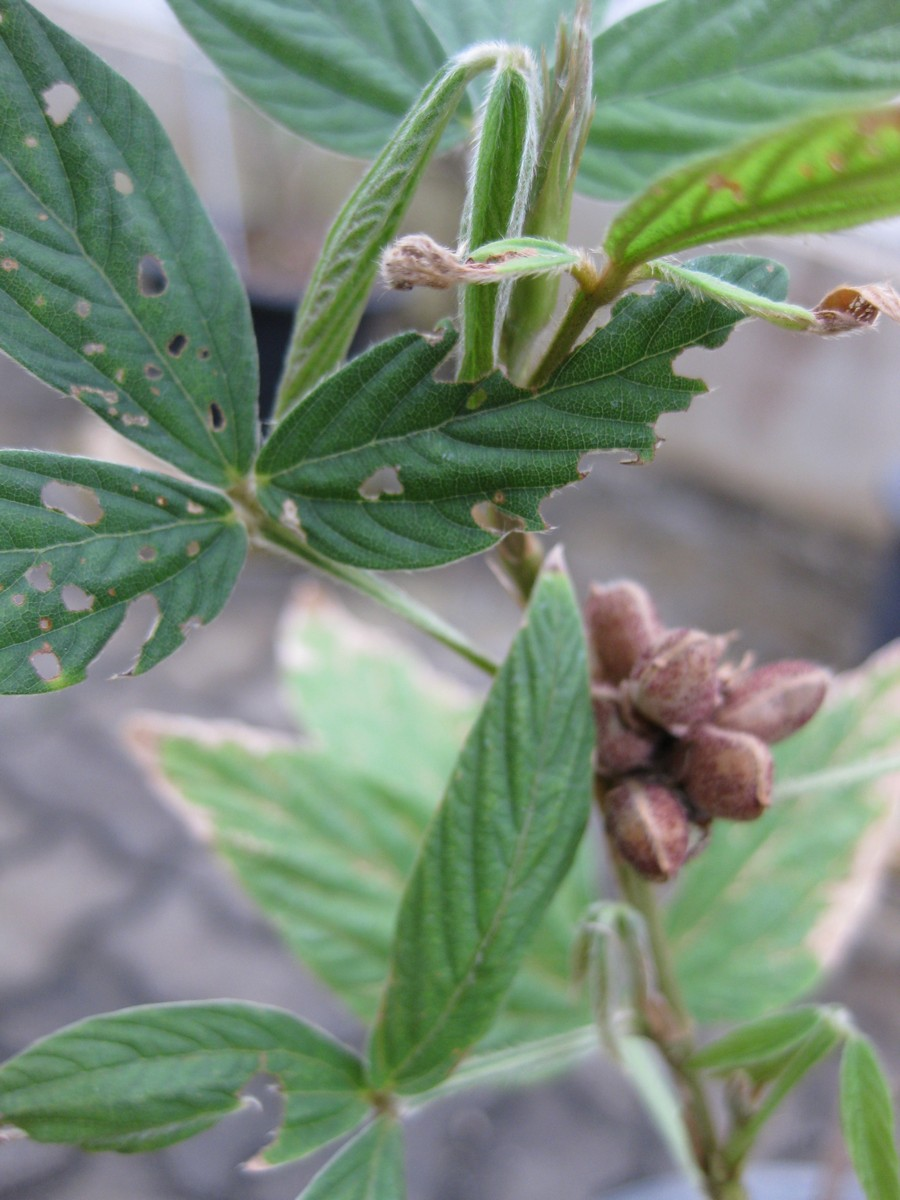
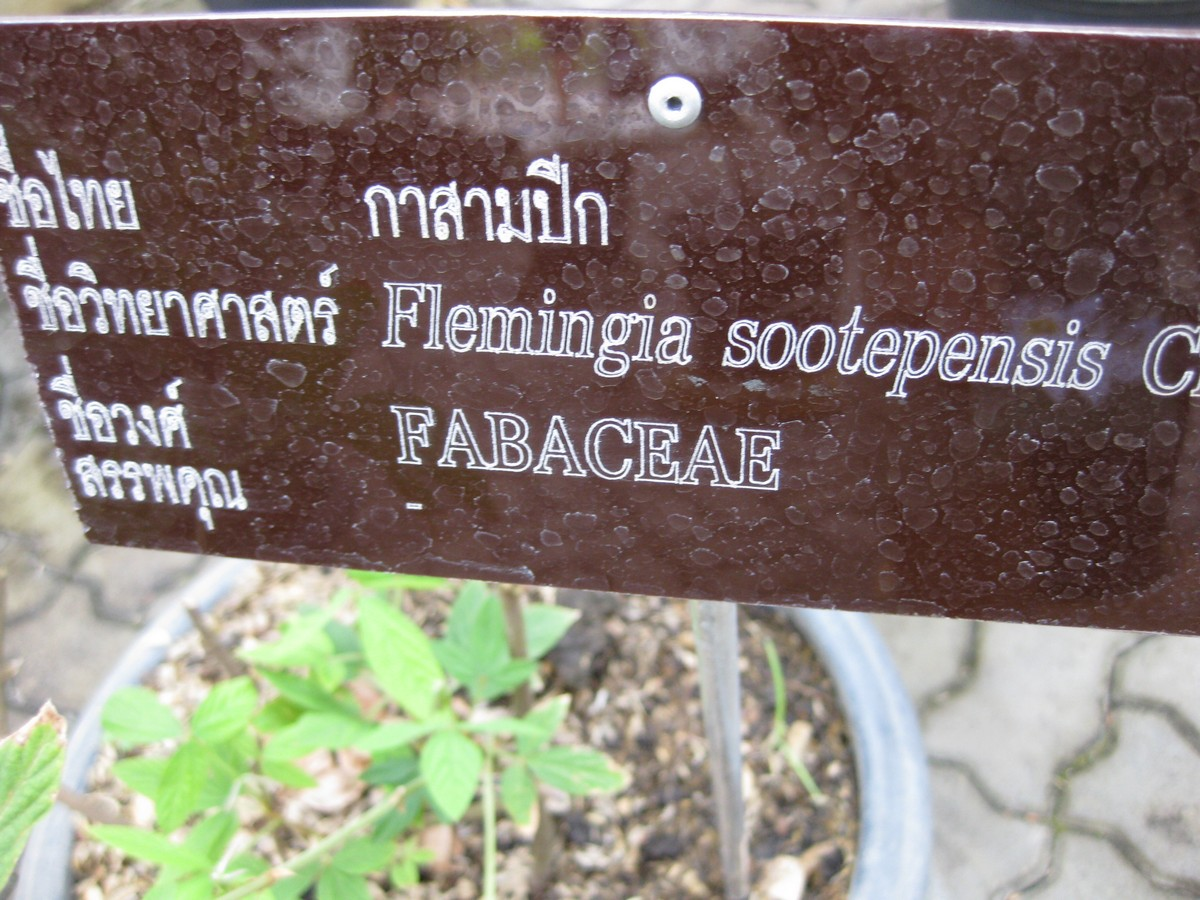